# (12223) Hoskin
(12223) Hoskin est un astéroïde de la ceinture principale.

## Description
(12223) Hoskin est un astéroïde de la ceinture principale. Il fut découvert le 8 octobre 1983 à Harvard par l'observatoire Oak Ridge. Il présente une orbite caractérisée par un demi-grand axe de 3,04 UA, une excentricité de 0,11 et une inclinaison de 10,3° par rapport à l'écliptique.

## Compléments